# Leucandra
Leucandra är ett släkte av svampdjur. Leucandra ingår i familjen Grantiidae.

## Dottertaxa tillLeucandra, i alfabetisk ordning[1]
- Leucandra abratsbo
- Leucandra algoaensis
- Leucandra amakusana
- Leucandra amorpha
- Leucandra ananas
- Leucandra anfracta
- Leucandra anguinea
- Leucandra apicalis
- Leucandra armata
- Leucandra aspera
- Leucandra astricta
- Leucandra australiensis
- Leucandra barbata
- Leucandra bathybia
- Leucandra bleeki
- Leucandra bolivari
- Leucandra brumalis
- Leucandra bulbosa
- Leucandra caminus
- Leucandra capillata
- Leucandra cerebrum
- Leucandra cirrhosa
- Leucandra claviformis
- Leucandra coimbrae
- Leucandra comata
- Leucandra compacta
- Leucandra conica
- Leucandra connectens
- Leucandra crambessa
- Leucandra crosslandi
- Leucandra crustacea
- Leucandra cumberlandensis
- Leucandra curva
- Leucandra cylindrica
- Leucandra donnani
- Leucandra dwarkaensis
- Leucandra echinata
- Leucandra egedii
- Leucandra elegans
- Leucandra erinacea
- Leucandra falcigera
- Leucandra fernandensis
- Leucandra fistulosa
- Leucandra foliata
- Leucandra fragilis
- Leucandra frigida
- Leucandra gausapata
- Leucandra gaussii
- Leucandra gelatinosa
- Leucandra glabra
- Leucandra gladiator
- Leucandra globosa
- Leucandra goliath
- Leucandra gossei
- Leucandra haurakii
- Leucandra heathi
- Leucandra helena
- Leucandra hentscheli
- Leucandra hiberna
- Leucandra hispida
- Leucandra hozawai
- Leucandra impigra
- Leucandra infesta
- Leucandra innominata
- Leucandra joubini
- Leucandra kagoshimensis
- Leucandra kerguelensis
- Leucandra kurilensis
- Leucandra lanceolata
- Leucandra levis
- Leucandra lobata
- Leucandra loricata
- Leucandra losangelensis
- Leucandra lunulata
- Leucandra magna
- Leucandra masatierrae
- Leucandra mawsoni
- Leucandra meandrina
- Leucandra mediocancellata
- Leucandra minor
- Leucandra mitsukurii
- Leucandra multifida
- Leucandra multituba
- Leucandra nakamurai
- Leucandra nausicaae
- Leucandra nicolae
- Leucandra odawarensis
- Leucandra okinoseana
- Leucandra onigaseana
- Leucandra ovata
- Leucandra pacifica
- Leucandra palaoensis
- Leucandra pallida
- Leucandra pandora
- Leucandra paucispina
- Leucandra phillipensis
- Leucandra poculiformis
- Leucandra polejaevi
- Leucandra prava
- Leucandra pulvinar
- Leucandra pumila
- Leucandra pyriformis
- Leucandra ramosa
- Leucandra regina
- Leucandra reniformis
- Leucandra rigida
- Leucandra rudifera
- Leucandra sagmiana
- Leucandra schauinslandi
- Leucandra secutor
- Leucandra serrata
- Leucandra seychellensis
- Leucandra sola
- Leucandra solida
- Leucandra sphaeracella
- Leucandra spinosa
- Leucandra spissa
- Leucandra splendens
- Leucandra stylifera
- Leucandra taylori
- Leucandra thulakomorpha
- Leucandra tomentosa
- Leucandra topsenti
- Leucandra tropica
- Leucandra tuba
- Leucandra tuberculata
- Leucandra typica
- Leucandra uschuariensis
- Leucandra vaginata
- Leucandra valida
- Leucandra verdensis
- Leucandra vermiformis
- Leucandra vesicularis
- Leucandra villosa
- Leucandra vitrea
- Leucandra yuriagensis